# سعد الهديفي
سعد الهديفي رجل أعمال قطري، والمدير التنفيذي لقناة الجزيرة للأطفال التابعة لشبكة الجزيرة الإعلامية التي تضم تلفزيون ج وهي منصة إعلامية موجهة للأطفال العرب وأسرهم، وتضم أيضًا قناة براعم الموجهة إلى الأطفال في سن ما قبل المدرسة. يشرف الهديفي أيضًا على برامج القناتين كبرنامج كورال سوار الذي يعرض على تلفزيون ج.